# EPI (holding)
Pour les articles homonymes, voir EPI.
EPI (anciennement Européenne de participations industrielles) est une holding familiale française dirigée par Christopher Descours et sa famille. Ses activités s’organisent autour d’un pôle d’investissements à long terme dans des maisons de luxe et d’artisanat et d’un pôle de participations financières regroupant des placements diversifiés à court et moyen terme dans l’immobilier et dans l'industrie.

## Histoire du groupe
Après le rachat de la manufacture française de chaussures de luxe J.M. Weston en 1974, Jean-Louis Descours, alors actionnaire de référence et président du groupe André (aujourd’hui Vivarte) rassemble ses actifs patrimoniaux au sein d’EPI, une holding familiale.
En 1981, EPI fait l’acquisition de Château La Verrerie. D’abord propriété familiale, Château La Verrerie devient avec l’aide de Gérard Descours, fils de Jean-Louis Descours, l’un des domaines phares de l’AOC Luberon.
En 1990, la holding rachète François Pinet, l’un des plus anciens chausseurs français pour femme.
En 1999, Christopher Descours, petit-fils de Jean-Louis Descours, prend la présidence de J.M. Weston. Il succède à son grand-père à la tête du groupe en 2005.
Christopher Descours renforce le pôle luxe d’EPI en rachetant Alain Figaret en 2006 et Bonpoint à la banque Rothschild en 2007. La même année, la holding cède les derniers 25 % qu’elle détient dans Vivarte pour un montant d’environ 600 millions d’euros.
En 2011, Christopher Descours rachète les champagnes Piper-Heidsieck et Charles Heidsieck pour plus de 400 millions d'euros à Rémy Cointreau. Parallèlement, le groupe continue de prendre des participations des entreprises de secteurs variés. Il est particulièrement actif dans l’immobilier en France et à l’étranger.
Après le Château de la Verrerie et les champagnes, le groupe EPI continue sa diversification dans l'univers des vins et spiritueux en rachetant la maison italienne familiale Biondi-Santi.
La société a été dissoute en mars 2013 et absorbée par la société Gabrincours qui a pris le nom de la société EPI.

## Préservation des savoir-faire
170 artisans sont employés à la manufacture J.M. Weston située à Limoges depuis 1891. La marque possède sa propre tannerie de cuir à semelle végétale, la seule en France, en activité depuis le XVIIIe siècle. Située elle aussi dans le Limousin, elle emploie 25 artisans qui travaillent selon des savoir-faire ancestraux.
Depuis sa création en 1975, la marque Bonpoint est organisée avec un studio de création employant 10 stylistes, un atelier couture où plus de 25 personnes (modélistes, gradeuses, etc.) développent les lignes dédiées à l’enfant, et depuis quelques années, deux défilés par an. En mars 2019, l'ancien directrice de la création du Comptoir des Cotonniers Anne Valérie Hash rejoint Bonpoint en tant que directrice artistique.  
Le pôle vins et champagne d’EPI perpétue les savoir-faire champenois à travers les sites rémois de Charles et Piper Heidsieck qui emploie plus de 150 personnes. Les crayères Charles Heidsieck sont inscrites au patrimoine de l’Unesco
.

## Direction de l'entreprise
Le groupe EPI est dirigé par Christopher Descours depuis 2005. Celui-ci intègre le groupe en 1999 en tant que Directeur général de J.M. Weston après un début de carrière en tant qu’analyste financier. Christopher Descours est né en 1973. Il est diplômé de l’Institut d’études politiques (IEP) de Paris (DESS Finances), d’un Master en sciences et gestion de l’université Paris-Dauphine, et d’une maîtrise d’économétrie à l'université Panthéon-Assas.
L’ancien président des marques mondiales de Ralph Lauren, Valérie Hermann a rejoint le comité exécutif du groupe en tant que directeur général de la division Mode et Luxe, coiffant Bonpoint et J. M. Weston, en janvier 2020.

## Chiffres clés
EPI est détenu à 100 % par la famille Descours, dont la fortune en 2023 était évaluée à 1,5 milliard d'euros.
Ses marques sont présentes dans plus de 150 pays avec 200 boutiques à travers le monde.